# Butch Taylor
Butch Taylor er en amerikansk keyboardspiller. Butch Taylor er mest kendt for sin medvirken i Dave Matthews Band, hvor han har spillet siden 1998 uden at blive fast medlem af bandet. Han turnerede med bandet hver eneste sommer som gæstemusiker indtil 2008. Dave Matthews har dog flere gange refereret til Butch Taylor som "number 6".
Butch Taylor har desuden spillet i funkbandet The Secrets, sammen med bl.a. Leroi Moore, Carter Beauford og Tim Reynolds.
Den 27. maj 2008 kom der en officiel meddelelse fra Dave Matthews Band:

A Message From DMB
05/27/2008
Keyboardist Butch Taylor has decided to leave Dave Matthews Band. We are saddened by this sudden news but he has our full support. He’s given so much to us and our audience through the years and he will be missed.